# Eurostar E3000
O Eurostar E3000 é um modelo genérico de satélite mais comumente usado para uso comercial e militar fabricado pela Astrium; é um membro da família Eurostar, da Astrium. Utiliza um produto químico, o sistema de propulsão bi-propelente para elevar a órbita e na estação de manobras com um sistema de propulsão a plasma opcional (PPS). O PPS aproveita o efeito newtoniano, como resultado da ionização do gás xénon empregada com a utilização de propulsores de plasma de efeito-Hall. Este sistema é mais comumente usado para a Norte-Sul da estação de manutenção. O E3000 foi o primeiro da família de satélites comerciais a utilizar bateris de ião lítio, em vez de tecnologias mais velhas à base de níquel para fornecimento de energia durante eclipses.
O E3000 pode ser modificado extensivamente para atender as necessidades do cliente, mas a maioria dos satélites tem uma massa de lançamento variando entre 4.500 e 6.000 kg, e painéis solares entre 35 e 45 metros, fornecendo entre nove e dezesseis anos de quilowatts no final de vida. Eles tendem a apresentar entre 50 a 90 transponders, na maioria das vezes nas bandas C e Ku.
Os satélites construídos em torno da plataforma E3000 incluem o Hispasat Amazonas 1 e 2, Arabstar 5A, 5B e 5C, Astra 1M e 3B, Eutelsat W3A e Hot Bird 8-10, Intelsat 10-02, Kasat, Atlantic Bird 7, da Telesat Anik F1R, Anik F3 e Nimiq 4, Skynet 5A-C e a série 4 de satélites da Inmarsat; cada um dos três Inmarsat 4 em serviço com um grande refletor implantável como antena principal.

## Novos satélites
A Astrium fechou contratos recentemente de diversos satélites, e destes podem se destacar o novo satélite da DIRECTV, o Intelsat 32 (Sky Brasil-1) baseado na plataforma E3000, que terá seu lançamento em 2016.